# 台灣公共衛生學會
台灣公共衛生學會（英語：Taiwan Public Health Association）是台灣的公共衛生學學術組織，原名中華民國公共衛生學會，在1972年成立。

## 學會沿革
1971年衛生署設立後，次年臺灣首個公共衛生學系成立，當時臺灣大學教授陳拱北因此倡議成立公共衛生學會，於1972年11月19日正式成立「中華民國公共衛生學會」，並推舉時任衛生署署長的顏春輝擔任第一屆學會理事長。1980年代初期開始，常年召開年會，每兩年（2007年起改為三年）重新選舉理監事。1993年時為方便加入國際學術團體和拓展國際空間，曾更名「中華公共衛生學會」，其後2000年10月7號，復正式改為「台灣公共衛生學會」沿用至今。
- 中華民國公共衛生學會（1972－1993）
- 中華公共衛生學會（1994－2000）
- 台灣公共衛生學會（2001－）[1]

## 宗旨
該學會以研究公共衛生，促進其發展，並加強國際間公共衛生團體之交流為宗旨。其承擔的主要任務有：公共衛生相關領域的專題研究及建議、發行學會通訊、學術雜誌、舉辦年會暨學術研討會等、與國際公共衛生相關團體聯繫與合作、加強會員間的聯繫及相關活動和其他有關公共衛生事項。

## 會員
須符合基本資格和需要兩名會員的介紹信等程序。共四類，分別有個人會員、名譽會員、贊助會員和永久會員。其中團體會員普遍是臺灣各地的衛生局、衛生所和醫療機構，個人會員為大專院校相關科系的師生、前述衛生、醫療組織和民間團體的實務工作者。

## 學術刊物
《台灣公共衛生雜誌》（Taiwan Journal of Public Health，簡稱Taiwan J Public Health）為學會目前發行之學術刊物，行雙向匿名審查，為「台灣社會科學引文索引」（TSSCI）期刊，也收入Soupus、ProQuest等國內外引文索引資料庫。
- 中華民國公共衛生學會雜誌（1982－1993）

為使公共衛生界間學術交流、聯絡情感之管道更加完備，創辦「中華民國公共衛生學會雜誌」，並於1982年12月15日發行第一刊。
- 中華公共衛生雜誌（1994－2000）

1994年，配合學會更名，學刊雜誌亦改名為《中華公共衛生雜誌》，並由季刊改為「雙月刊」發行。
- 台灣公共衛生雜誌（2001－）

2001年，配合學會更名，學刊雜誌亦改名為《台灣公共衛生雜誌》。

## 學術活動
「台灣公共衛生學會年會」為學會最重要之學術活動，年會主題皆為社會重大公共衛生相關議題，自1986年起，至今已舉辦33屆。

## 國際組織
- 世界公共衛生聯盟（The World Federation of Public Health Associations，簡稱WFPHA）會員[5]
- 世界心理衛生聯盟（World Federation for Mental Health，簡稱WFMH）會員[來源請求]

## 外部連結
- 學會官網：台灣公共衛生學會 （页面存档备份，存于）
- 台灣公共衛生學會的Facebook專頁